# 小泉凡
小泉 凡（こいずみ ぼん、1961年7月10日 - ）は、日本の民俗学者。島根県立大学短期大学部総合文化学科名誉教授・小泉八雲記念館顧問、焼津小泉八雲記念館名誉館長。専門は小泉八雲（ラフカディオ・ハーン）の民俗学的研究やケルト口承文化研究など。
小泉八雲の曾孫。

## 経歴
東京都世田谷区に小泉時の長男として生まれる。
聖ドミニコ学園小学校、成城学園中学校、成城学園高等学校卒業。成城大学文芸学部卒業、成城大学大学院文学研究科日本常民文化専攻博士課程前期修了。1987年に島根県松江市赴任。松江市立女子高等学校講師、松江市総合文化センター特別講師、小泉八雲記念館学芸員などを経て、島根県立大学短期大学部准教授、2009年教授、2018年名誉教授。小泉八雲記念館顧問、山陰日本アイルランド協会事務局長、焼津小泉八雲記念館名誉館長などを務める。

## 系譜
小泉家
```
（小泉八雲）
ラフカディオ・ハーン
　　　　┣━━━━━━小泉一雄━━小泉時━━小泉凡
　　　セツ

```

## 著書
- 『民俗学者・小泉八雲 - 日本時代の活動から』（恒文社） 1995
- 『怪談四代記 - 八雲のいたずら -』（講談社） 2014
- 『小泉八雲と妖怪』（玉川大学出版部〈日本の伝記 知のパイオニア〉） 2023

### 共編著
- 『八雲の五十四年』（松江・今井書店） 2003
- 『文学アルバム 小泉八雲』（恒文社） 2000

## テレビ番組
- 「NHKアーカイブス 再発見 小泉八雲の世界」にゲストとして出演（2014年9月15日放送、1時間10分、NHK総合）。NHKアーカイブス　再発見 小泉八雲の世界、
- 八雲の帰郷〜佐野史郎&山本恭司ギリシャ朗読ライブ〜（2014年10月、山陰放送、JNN中四国ブロック・BS-TBS）
- 水木しげる93歳の探検記〜妖怪と暮らした出雲国〜（2015年9月、山陰放送、JNN中四国ブロック（9月5日）・BS-TBS（9月6日））